# Luchtcomponent-Flug 610
Der Luchtcomponent-Flug 610 war ein internationaler Militärflug der Belgischen Luftstreitkräfte am 15. Juli 1996, der für die Niederländischen Luftstreitkräfte durchgeführt wurde und von Verona nach Eindhoven mit einem planmäßigen Zwischenstopp in Rimini führte. Kurz vor der Landung auf dem Zielflughafen stürzte die auf diesem Flug eingesetzte Lockheed C-130H Hercules neben der Landebahn ab. Bei dem Unfall starben 34 der 41 Insassen der Maschine. Es handelt sich nach dem El-Al-Flug 1862 um den zweitschwersten Flugunfall in den Niederlanden.

## Flugzeug
Bei dem Flugzeug handelte es sich um eine Lockheed C-130H Hercules mit der Werknummer 4473, die ihren Erstflug im Jahr 1972 absolviert hatte. Die Maschine wurde am 15. Dezember 1972 an die Belgischen Luftstreitkräfte ausgeliefert und innerhalb dieser am 16. Dezember 1973 dem 20. Geschwader zugewiesen. Im April 1994 geriet sie bei einem Kampfeinsatz im Rahmen der Operation Silver Back in Ruanda unter Beschuss, wobei drei Geschosse den Rumpf durchschlugen. Die Maschine wurde daraufhin repariert und wieder in Betrieb genommen. Das viermotorige militärische Transportflugzeug war mit vier Turboproptriebwerken des Typs Allison T56-A-1A ausgestattet. Bis zum Zeitpunkt des Unfalls hatte die Maschine eine Gesamtbetriebsleistung von 10.914 Betriebsstunden absolviert.

## Insassen
Den Flug, der von den belgischen Luftstreitkräften für die Königliche Niederländische Armee durchgeführt wurde, hatten 37 Musiker des niederländischen Fanfarenkorps angetreten. Es befand sich eine vierköpfige belgische Besatzung an Bord:
Der 26-jährige Flugkapitän Peter "Gigi" Gielen lebte in Val-Meer und hatte seine Pilotenlizenz im Mai 1991 erhalten. Seit August 1992 gehörte er dem 15. Geschwader an.
Der 26-jährige Erste Offizier Dimitri Vandereyken lebte in Hasselt und hatte seine Pilotenlizenz im August 1994 erhalten.
Der 47-jährige Oberfeldwebel und Lademeister Guy Verdonkt lebte in Oudenaarde und war seit 1975 Mitglied des 15. Geschwaders.
Der 31-jährige Feldwebel und Flugingenieur Horst Vomberg lebte in Eupen und war seit Januar 1994 Mitglied des 15. Geschwaders.

## Unfallhergang
Mit der Maschine wurde ein militärischer Charterflug durchgeführt. Die Maschine kam um 13:33 Uhr in Verona an. Der Start zum Flug nach Rimini erfolgte um 15:04 Uhr, dort kam die Maschine um 15:31 Uhr an. Von den 40 Passagieren stiegen drei aus, ehe die Maschine um 15:55 Uhr den Weiterflug antrat. Die Maschine befand sich im Anflug auf Eindhoven, als die Besatzung um 18:00 Uhr die militärische Flugsicherung kontaktierte. Diese gab der Besatzung den QNH-Luftdruck durch und wies sie an, in Vorbereitung auf einen Anflug auf Landebahn 04 auf eine Höhe von 1.000 Fuß zu sinken. Nachdem die Piloten angaben, dass sie die Landebahn in Sicht hatten, wurde die Landefreigabe erteilt. Der Fluglotse teilte den Piloten mit, dass der Wind aus 360 Grad mit einer Windstärke von 10 Knoten wehte. Kurz darauf leitete der Erste Offizier ein Durchstarten ein, vermutlich, weil sich in der Umgebung der Landebahn viele größere Vögel in der Luft befanden, was die Gefahr eines Vogelschlags mit sich zog. Im nächsten Augenblick wurden Vögel von den Triebwerken Nr. 1 und 2 eingesaugt, woraufhin die Triebwerke an Leistung verloren. Die Maschine flog daraufhin eine Linkskurve und schlug links neben der Landebahn auf.

## Rettungseinsatz
Innerhalb von Sekunden brach ein Brand aus, der durch den Sauerstoff aus der Sauerstoffanlage der Maschine gespeist wurde. Einige Notausgänge waren aufgrund des Feuers nicht erreichbar, während sich bei anderen die Türen nicht öffnen ließen, da sich der Rumpf beim Aufprall verformt hatte. Die herbeigeeilte Flughafenfeuerwehr ging zunächst davon aus, dass eine Frachtmaschine verunfallt war – ihr war nicht unmittelbar bewusst, dass sich eine größere Anzahl von Personen in der Maschine befand. Erst 23 Minuten nach dem Aufprall stellten sie fest, dass sich Passagiere in der Kabine der brennenden Maschine befanden. Neun Personen mit Brandverletzungen konnten aus dem Wrack gerettet werden, von denen zwei an ihren Brandwunden starben, sodass es schließlich nur sieben Überlebende gab. Die gesamte vierköpfige Besatzung und 30 Passagiere starben.

## Unfalluntersuchung
Es konnte festgestellt werden, dass die Triebwerke nach einer Kollision mit Staren ausgefallen waren. Aus unbekannten Gründen habe die Besatzung nach dem Ausfall der Triebwerke Nr. 1 und 2 das Triebwerk Nr. 3 abgeschaltet und dessen Propeller in die Segelstellung gebracht. Hierdurch sei es schließlich zu einem Schubverlust gekommen, wodurch die Maschine nicht mehr kontrollierbar war. Es wurde zudem festgestellt, dass die auf dem Flugplan gelisteten Angaben zu an Bord befindlichen Passagieren nicht an den Flughafen Eindhoven übermittelt worden waren.